# Центральний банк Ірландії
Центральний банк Ірландії (повна назва Центральний банк і орган управління фінансовими послугами Ірландії (ірл. Banc Ceannais agus Údarás Seirbhísí Airgeadais na hÉireann, англ. Central Bank and Financial Services Authority of Ireland)) — центральний банк і орган фінансового регулювання Ірландії.
Центральний банк Ірландії був заснований в 1943 році. Банк до введення євро випускав ірландський фунт і карбував монети, тепер він надає цю послугу Європейському центральному банку.